# Тесса Ворлі
Тесса Ворлі (фр. Tessa Worley, 4 жовтня 1989) — французька гірськолижниця, чемпіонка світу.
Батько Тесси австралієць, чим пояснюється її англійське ім'я та прізвище. Змагатися на рівні етапів Кубка світу вона почала з 2006 року. Станом на 2010 на її рахунку три перемоги на етапах, усі в гігантському слаломі. 
Золоту медаль чемпіонки світу Тесса здобула в складі збірної Франції в командних змаганнях на чемпіонаті світу 2011, що проходив у Гарміш-Партенкірхені. На чемпіонаті світу 2013 у Шладмінгу Тесса виграла гігантський слалом.

## Перемоги на етапах Кубка світу
| Дата              | Місце змагань | Дисципліна         |
| ----------------- | ------------- | ------------------ |
| 20 листопада 2008 | Аспен         | гігантський слалом |
| 12 грудня 2009    | Оре           | гігантський слалом |
| 27 листопада 2010 | Аспен         | гігантський слалом |